# Војислав Јањић
Војислав Јањић (Краљево, 8. јануар 1890 — Београд, 10. март 1944) био је српски политичар, свештеник, професор и публициста. Јањић је био један од истакнутих чланова Народне радикалне странке, а у влади Николе Пашића (1923-1924) је био и министар вера. Имао је запажену улогу у Конкордатској кризи.

## Биографија
Војислав Јањић је рођен 8. јануара 1890. године у Краљеву. Прва четири разреда основне школе је завршио у Жичи, одакле потиче његова породица. Након тога се са породицом преселио у Београд, где је наставио своје школовање. У Београду је завршио богословију Свети Сава. Теологију је студирао у Черновицама и Кијеву, а докторске студије теологије је завршио у Кракову. Учествовао је у Првом светском рату као добровољац. Јањић је такође једно време предавао у Енглеској, радећи као професор на богословијама у Кадстону и Оксфорду. По повратку у земљу постао је прво суплент, а од 1919. године и професор на београдској богословији.
Владислав Јањић је био ожењен Александром, ћерком богатог земљопоседника Паје Стојшића из Ирига, који је финансирао Јањићево школовање у Черновицама и Кијеву. Пар је имао сина Ђорђа, који је завршио високе финансијске школе у Бриселу. Ђорђе се оженио ћерком армијског генерала Емила Белића. Војислав Јањић је имао три брата, од којих је један погинуо на Сремском фронту.

## Политичка каријера
Јањић је био члан Радикалне странке и њеног главног одбора. Године 1916. био је аташе при српском посланству при Ватикану, чиме отпочиње његова политичка каријера. Јањић је био изабран за једног од посланика Уставотворне скупштине, а након што је она отпочела са радом изабран је за њеног првог секретара. Јањић је био министар вера у 17. влади Николе Пашића, од августа 1923. до јула 1924. године. Исте године када је постао министар, Јањић је био један од чланова Радикалне странке који су у Загребу потписали тзв. Марков протокол, односно споразум са члановима Хрватске републиканске сељачке странке.
Јањић је 1934. године, по угледу на истоимену странку на француској политичкој сцени, основао Радикал-социјалистичку странку. Њени оснивачи су, поред Јањића, били београдски лекари Живковић и Смиљанић. Међутим, пошто влада Николе Узуновића овој странци није дала одобрење за рад, странка се убрзо угасила. Наредне године, Јањић је учествовао на изборима за народног посланика, на листи Богољуба Јевтића. Био је изабран за народног посланика из Румског среза. Након пада Јевтићеве владе, Јањић је био именован за председника Финансијског одбора у Народној скупштини.
Војислав Јањић је имао врло значајну улогу у Конкордатској кризи. Он је својевремено, 1924. године, по Пашићевом налогу образовао Одбор за проучавање питања о конкордату и путовао је у Ватикан како би преговарао око конкордата. Године 1936. изабран је за председника Одбора народне скупштине за проучавање предлога закона о конкордату између Свете столице и Краљевине Југославије. У време врхунца Конкордатске кризе, 1937. године, Јањић је, као противник Конкордата објавио дело Против конкордата. Иако је скупштински одбор којем је председавао Јањић одбацио предлог закона са 21 глас против и 20 за, где је Јањићев глас био одлучујући, скупштина је усвојила закон касније исте године.
Последње године живота Јањић је често проводио у Жичи, где се сусретао са владиком Николајем Велимировићем. Када је отпочео Други светски рат у Југославији, Војислав Јањић се прикључио четницима Драгољуба Михаиловића.
Јањић је страдао у Београду 1944. године где је првобитно и сахрањен. Деведесетих година 20. века његови посмртни остаци, као и посмртни остаци чланова његове породице, пренети су и сахрањени у гробљу код манастира Жиче.

## Дела
Као публициста, Јањић је писао богословске књиге и расправе. Своје прилоге је слао бројним богословским часописима. Он је од 1922. године био власник часописа Хришћански живот. Овај часопис је излазио једном месечно, а бавио се хришћанском културом и животом. Са друге стране, био је сарадник Политике, али као привредни коментатор. 

### Одабрана библиографија
- Чланци и расправе, Сремски Карловци 1921.
- Lives of the Serbian Saints, Лондон, Њујорк 1921.
- De unitate ecclasiae, разговор са папом Бенедиктом XV, Београд 1922.
- Увод у Нови завет, Београд 1924.
- Закон о српској православној цркви. Устав Српске православне цркве са спроведбеном наредбом св. архијерејског Синода и тумачењима, Београд 1932.
- Против конкордата, Београд 1937.
- Од атеизма ка анархизму, (превод) Сремски Карловци 1922.[1]